# 密花玉凤花
密花玉凤花（学名：Habenaria furcifera）为兰科玉凤花属下的一个种。

## 扩展阅读
- 維基物種上的相關：密花玉凤花